# Heinrich Droste (Verleger)
Heinrich Droste (* 3. Juli 1880 in Sölde, Westfalen; † 24. September 1958 in Nellingen-Aichen) war ein deutscher Wirtschaftsjournalist und Verleger. Er war Gründer des Droste Verlags.

## Leben
Droste wurde 1880 als Sohn eines Lehrers und seiner Frau in einem liberalen Elternhaus geboren. Er war ein Bruder der Pazifistin Hulda Pankok, die ebenfalls als Journalistin und Verlegerin arbeitete und mit dem Künstler Otto Pankok verheiratet war.
Droste absolvierte von 1898 bis 1901 eine kaufmännische Lehre in der Essener Credit-Anstalt in Bochum. Danach arbeitete er zwei Jahre lang als Volontär in der Handelsredaktion der Rheinisch-Westfälischen Zeitung in Essen. Von 1905 bis 1910 war er Leiter des Handelsteils beim Düsseldorfer General Anzeiger, danach gründete er eine eigene Agentur, die Rheinisch-Westfälische Korrespondenz. Von 1914 bis 1917 diente er als Soldat im Ersten Weltkrieg.
1917 übernahm er die Chefredaktion und Geschäftsführung der Deutschen Bergwerks-Zeitung in Essen. Ein Jahr später kaufte er die Aktien der Düsseldorfer Zeitung. Am 15. Mai 1920 kam die erste Ausgabe der Zeitung Der Mittag heraus. 1921 gründete er die Industrie-Verlag und Druckerei AG. 1926 zog der Verlag in das Pressehaus in Düsseldorf um. Am 6. Mai des gleichen Jahres erschien die Erstausgabe des Düsseldorfer Stadt-Anzeigers.
In den Jahren 1928 bis 1932 reorganisierte er in seiner Funktion als Delegierter des Aufsichtsrates die Deutsche Allgemeine Zeitung (DAZ) in Berlin.
Im Mai 1933 verkaufte er den Düsseldorfer Stadtanzeiger an die Volksparole. Zum 1. Mai 1933 trat er – bisher Mitglied der Deutschen Volkspartei (DVP) – in die NSDAP ein (Mitgliedsnummer 3.476.958). Am 24. April 1935 wurde sein Verlag in Droste Verlag und Druckerei KG umbenannt. 1941 gründete er die Zeitschrift Niederlande. Trotz seiner NSDAP-Zugehörigkeit wurden Der Mittag und die Deutsche Bergwerks-Zeitung 1944 verboten.
Am 9. Juli 1945 beschlagnahmten die Alliierten das Pressehaus. Doch schon am 26. September 1945 erteilte die britische Militärregierung Droste eine Druckerlaubnis und übergab das Pressehaus im Februar 1946 zurück an den Verleger.
Am 23. Dezember 1947 wurde er „entnazifiziert“ und dabei in die Kategorie IV eingestuft, wogegen er am 16. April 1948 erfolglos Einspruch einlegte. Erst am 6. Juli 1948 wurde er nach nochmaliger Berufung in Kategorie V (entlastet) umgestuft. Maßgebend war dabei, dass er während der Zeit des Nationalsozialismus seine liberale Gesinnung nicht verleugnet hat und dass er vielfach Verfemten und Verfolgten geholfen hatte.
Am 1. Oktober 1948 erhielten sein Buchverlag und am 27. September 1949 auch die drei Zeitschriften German Exporter, Welthandel und Ohr der Welt die nötigen Lizenzen. Der Mittag erschien wieder nach Fortfall der Lizenzpflicht seit Oktober 1949. Ab Februar 1953 erschien dazu täglich die Spätausgabe.
1949 gründete er die Buchgemeinschaft Deutscher Bücherbund, die später an die Verlagsgruppe Georg von Holtzbrinck verkauft wurde. 1956 wurde der Heinrich-Droste-Literaturpreis ausgeschrieben.
Er war verheiratet und Vater eines Kindes.

## Ehrungen
Droste wurde für seine Verdienste mit dem Großen Bundesverdienstkreuz geehrt.